# Myriam Muniz
Myriam Muniz de Mello (São Paulo, 28 de outubro de 1931 — São Paulo, 18 de dezembro de 2004) foi uma atriz brasileira. Durante sua carreira, ela ganhou vários prêmios, incluindo um Prêmio Guarani, um Kikito e um Troféu Imprensa, além de ter recebido indicações para dois prêmios Grande Otelo.
De forte carreira no teatro, Myriam tornou conhecida por sua atuação em grupos teatrais em São Paulo, onde fundou o Teatro Escola Macunaíma, sendo professora de interpretação também. Ela ganhou maior destaque atuando como Santa na novela Nino, o Italianinho (1969-1970), pelo qual ela recebeu muitos elogios e venceu o Troféu Imprensa de revelação feminina. Myriam também atuou no cinema, sendo uma participação especial em Macunaíma (1969) seu primeiro trabalho. 
Por sua performance no filme O Jogo da Vida (1977), ela foi eleita melhor atriz coadjuvante pelo Festival de Cinema de Gramado. Voltou à televisão na minissérie Dona Flor e Seus Dois Maridos (1998) e destacou-se no filme Alô?! (1998), onde interpretou a divertida empregada doméstica Maria, papel esse que lhe rendeu alguns prêmios de melhor atriz em festivais de cinema brasileiro. Protagonizou o filme Amélia (2000), pelo qual recebeu sua primeira indicação da Academia Brasileira de Cinema ao Grande Otelo de Melhor Atriz. No papel da exploradora Eulália no filme Nina (2004), ela recebeu aclamação da crítica e foi novamente indicada ao Grande Otelo de Melhor Atriz e recebeu o Prêmio Guarani de Melhor Atriz Coadjuvante. 

## Biografia
Descendente de portugueses e italianos, Myriam nasceu no bairro do Cambuci, em São Paulo. Seu pai, Agostinho Muniz de Mello, filho de José e de Albina Muniz de Mello, era natural de Ponta Delgada, nos Açores, onde nasceu em 1904. Sua mãe, Rosaria Ferri, era paulistana, nascida em 1911, filha de imigrantes italianos, Gaetano Fierro e Maria Teresa Menchise, ele de Spinazzola, província de Bari, na Puglia (Apúlia, em português), e ela de Genzano di Lucania, província de Potenza, na Basilicata.
Durante sua carreira, seu nome foi grafado de formas diferentes, dependendo da ocasião e do espetáculo: Myrian ou Mirian Muniz, Myriam ou Miriam Muniz. Na Escola de Arte Dramática, no final dos anos 50, havia adotado o nome de Miriam Melo. Ao estrear no teatro profissional em 1961, adotou o nome artístico de Myrian Muniz. Antes de dedicar-se ao teatro estudou e praticou enfermagem no Hospital Samaritano, em São Paulo. Também estudou balé clássico, com Halina Biernacka, integrando o Corpo de Baile do Teatro Municipal de São Paulo.
Seu irmão, José Muniz de Mello, foi proprietário de um restaurante em São Paulo, fundado pelos pais de ambos em 1961, onde se encontra farto material fotográfico e jornalístico sobre a carreira de Myriam Muniz, com fotos sobre sua trajetória artística. No segundo andar do restaurante foi inaugurado em outubro de 2006 um espaço cultural para leituras dramáticas e pequenas apresentações de teatro e música.

### Vida pessoal
Casou-se em primeiras núpcias com o ator e diretor Sylvio Zilber. Dele se separou no final dos anos 70, depois de quase vinte anos de relacionamento. Casou-se pela segunda vez com Carlos Henrique D'Andretta (Cacá D'Andretta). Depois de vinte anos de vida em comum, dele se separou no final da década de 1990. É mãe de dois filhos:  Marcelo de Mello Zilber, casado com Teresa Fogaça de Almeida, e Rodrigo de Mello Zilber, este falecido em 1986, aos dezoito anos.
Faleceu em 18 de dezembro de 2004 aos 73 anos vítima de um AVC, seu corpo foi cremado no Cemitério da Vila Alpina em São Paulo.

## Carreira
Decidindo-se a ser atriz, Myriam ingressou na Escola de Arte Dramática da Universidade de São Paulo (EAD) em 1958, onde permaneceu por quatro anos e formou-se em 1961, quando a escola estava ainda sob direção de seu fundador, Dr. Alfredo Mesquita - que foi seu professor, ao lado de nomes como Décio de Almeida Prado, Paulo Mendonça, Sábato Magaldi, Maria José de Carvalho, Haydée Bittencourt, Leila Coury, Chinita Ullmann e Mylène Pacheco. Frequentando a EAD, ela encenou textos de grandes autores do teatro mundial, como Ubu Rei, de Alfred Jarry, A Tempestade, de William Shakespeare, Os Persas, de Ésquilo, As Preciosas Ridículas, de Molière, O Defunto, de René de Obaldia ( pelo qual ganhou o Prêmio Chinita Ullmann, juntamente com a atriz Aracy Balabanian), Bodas de Sangue, de Lorca, e textos de Pirandello, John Millington Synge e Maria Clara Machado. Lorca permaneceu como uma de suas grandes paixões na dramaturgia teatral.
Ao longo de sua carreira atuou no teatro como atriz e diretora, no cinema e na televisão como atriz, e foi professora de interpretação. Teve sua trajetória artística documentada em livro, organizado pela historiadora e pesquisadora Maria Thereza Vargas, livro esse para o qual Myriam fez importante depoimento. Estreou no teatro profissional em 1961 em uma montagem de José, do Parto à Sepultura, de Augusto Boal, onde foi dirigida por Antonio Abujamra. Desde então, consolidou-se como um dos maiores nomes do teatro paulista. 

## Homenagens
Em 20 de outubro de 2004, ela prestou depoimento no Teatro de Arena Eugênio Kusnet, em São Paulo, parte integrante do ciclo de depoimentos sobre os 50 anos desse teatro. Coordenação da Cia.Livre, de Cibele Forjaz. O depoimento foi tomado pela atriz Isabel Teixeira. Encontra-se gravado em CD-ROM, na capa do qual Myriam aparece fotografada, homenagem da Cia Livre a ela. Faleceu dois meses depois, em 18 de Dezembro de 2004.
No primeiro aniversário de seu falecimento, foi lançado um DVD em sua homenagem pelas amigas Carmo Sodré, Muriel Matalon, Vânia Toledo, Angela Dória e Sandra Mantovani (responsável pela entrevista com Myriam que se vê no DVD, feita em 1999 no apartamento onde ela então morava, na Rua Rio de Janeiro, em Higienópolis, São Paulo).
Em 2006, a Funarte/ Ministério da Cultura instituiu para todo o Brasil o "Prêmio de Teatro Myriam Muniz", estímulo e fomento à produção e à pesquisa de artes cênicas. Em 2006, ainda, o SESC publicou o livro "Arena, Oficina, Anchieta e Outros Palcos", com prefácio de Lauro César Muniz, sendo um dos depoimentos o de Myriam, sobre sua trajetória artística.
Seu livro biográfico, "Giramundo: O Percurso de Uma Atriz - Myriam Muniz", organizado por Maria Thereza Vargas, ganhou o Prêmio Shell de Teatro, categoria especial, em 1998. Existe a Sala Myriam Muniz - uma das salas do Teatro Ruth Escobar, em São Paulo.

## Filmografia

### Televisão
| Ano     | Título                        | Personagem                  | Notas          |
| ------- | ----------------------------- | --------------------------- | -------------- |
| 1960    | Florence Nightingale          | —                           | Especial da TV |
| 1962    | Gente como a Gente            | —                           |                |
| 1969–70 | Nino, o Italianinho           | Dona Santa                  |                |
| 1969    | A Sopa                        |                             |                |
| 1970    | A Casa de Bernarda Alba       | Ieda                        |                |
| 1971    | A Fábrica                     | Maria Albina                |                |
| 1972    | Eu e a Moto                   | —                           | como diretora  |
| 1996–97 | Brava Gente                   | Esperança Messinari         |                |
| 1998    | Dona Flor e Seus Dois Maridos | Dona Miloca                 |                |
| 2001    | Os Maias                      | Patrocínio das Neves (Titi) |                |
| 2004    | Metamorphoses                 | Aspásia                     |                |

### Cinema
| Ano  | Título                  | Personagem        | Notas          |
| ---- | ----------------------- | ----------------- | -------------- |
| 1969 | Macunaíma               | Ciuçi/Caipora Mãe |                |
| 1970 | Cléo e Daniel           | Gaby              |                |
| 1971 | Pequena Ilha da Sicília |                   |                |
| 1977 | Mar de Rosas            | Dona Niobi        |                |
| 1977 | O Jogo da Vida          | Tonica            |                |
| 1982 | O Homem do Pau Brasil   | Juíza             |                |
| 1982 | Das Tripas Coração      | Muniza            |                |
| 1997 | Alô?                    | Maria             |                |
| 2000 | Amélia                  | Francisca         |                |
| 2002 | Morte                   | Amiga no velório  | Curta-metragem |
| 2004 | Nina                    | Dona Eulália      |                |

## Teatro

#### Como atriz
- Teatro Oficina: "José, do Parto à Sepultura", de Augusto Boal, direção de Antonio Abujamra (1961); no Oficina, ensaiou, mas não estreou, "Um Bonde Chamado Desejo", de Tennessee Williams; posteriormente fez produção de espetáculos dessa companhia, como "Os Inimigos", de Gorki.
- Cia. Nydia Licia: "A bruxinha que era boa", de Maria Clara Machado, direção de Silnei Siqueira - segundo o diretor, esta é que foi a estréia de Myriam no teatro após formar-se na Escola de Arte Dramática; "As Lobas", de Frédéric Valmain, direção de Alice Pincherle (1962);
- Cia. Dulcina de Moraes: "Tia Mame", de Jérome Lawrence e Robert E. Lee, direção de Dulcina de Moraes; e "Chuva", de John Colton e Clemence Randolph, inspirados em Somerset Maugham, direção de Dulcina de Moraes (1962); por "Tia Mame" ganhou o Prêmio Sacy de Melhor Atriz Coadjuvante. Dulcina, Odilon de Azevedo e Conchita de Moraes, nessa temporada em São Paulo, apresentaram-se no Teatro Bela Vista, sob os auspícios da Cia. Nydia Licia.
- Teatro Brasileiro de Comédia (TBC): "A Revolução dos Beatos", de Dias Gomes, direção de Flávio Rangel (1962); posteriormente, em 1964, ensaiou, mas não estreou, "Vereda da Salvação", de Jorge Andrade.
- Teatro de Arena de São Paulo: "A Mandrágora", de Maquiavel, direção de Augusto Boal (1963), "O Noviço", de Martins Penna, direção de Augusto Boal (1963), "Tartufo", de Molière, direção de Augusto Boal (1964), "O Inspetor Geral", de Gogol, direção de Augusto Boal (1966), "O Círculo de Giz Caucasiano", de Brecht, direção de Augusto Boal (1967), "La Moschetta, de Angelo Beolco (Ruzzante), direção de Augusto Boal (1967) e "1a. Feira Paulista de Opinião", de vários autores, direção de Augusto Boal (1968). Para essa companhia, onde trabalhou ao lado de artistas como Gianfrancesco Guarnieri e Flávio Império, fez produção de outros espetáculos, como "O Melhor Juiz, o Rei", "O Filho do Cão", "Arena Conta Zumbi" e "Arena Conta Tiradentes". Por "O Noviço" ganhou o Prêmio Governador do Estado como Melhor Atriz.
- Centro de Estudos Teatrais, dirigido por Cacilda Becker, Walmor Chagas e Maria Thereza Vargas: leitura dramática de "Os Carecentes", de Eudynir Fraga (1967).
- Cia. Fernanda Montenegro e Fernando Torres: "Marta Saré", de Gianfrancesco Guarnieri, direção de Fernando Torres (1969).
- Grupo Vereda: "Tom Paine", de Paul Foster, direção de Ademar Guerra (1970).
- Produção independente: "Tudo de Novo", colagem musical, direção de Sylvio Zilber, ao lado de Marília Medalha, Gianfrancesco Guarnieri e Toquinho (1970).
- Cia. Paulo Autran: "Assim é, Se lhe Parece" (com o título de "Só Porque Você Quer"), de Pirandello, direção de Flávio Rangel; e "As Sabichonas", de Molière, direção de Silnei Siqueira (1971).
- Produção Myriam Muniz e Sylvio Zilber: "Fala Baixo, Senão Eu Grito", de Leilah Assumpção, direção de Sylvio Zilber (1973).
- Produção Mensagem Produções Artísticas: "Eva Perón", de Copi (1979), direção de Iacov Hillel (1979).
- Grupo Isca de Polícia: "Às Próprias Custas", espetáculo musical com Itamar Assumpção (1983).
- Produção Fundação Brasil Arte: "Pegando Fogo, Lá Fora", de Gianfrancesco Guarnieri, direção de Celso Nunes (1988).
- Produção Tarô dos Ventos: "A História Acabou", de Fauzi Arap, direção do autor (1991).
- Produção Sérgio Famá D'Antino e Marcos Caruso: "Porca Miséria", de Marcos Caruso e Jandira Martini (pelo papel de Miquelina foi indicada ao Prêmio Shell de Teatro em São Paulo), direção de Gianni Ratto (1993).

#### Como diretora
- "Cândido, ou o melhor dos mundos", de Voltaire, direção e adaptação de Sylvio Zilber (Myriam fez a direção de atores) (1971).
- "Falso Brilhante"[7] , espetáculo musical com Elis Regina (1975), grande sucesso de público e de crítica que ficou um ano em cartaz.
- "Dorotéia vai à guerra", de Carlos Alberto Ratton (1976);
- "Torre de Babel", de Arrabal, direção de Luiz Carlos Ripper (Myriam fez assistência de direção).
- "Por um Beijo", espetáculo musical com Célia (1978).
- "O Banquete", de Mário de Andrade, adaptação de José Rubens Siqueira (1979).
- "Sinal de Amor", espetáculo musical com Diana Pequeno (1981).
- "O Reino Jejua, mas o Rei nem Tanto", de José Antonio de Souza (1982).
- "Festa - Encontro de Gerações", espetáculo musical com Isaurinha Garcia, Itamar Assumpção, Nana Caymmi e Rosinha de Valença (1982).
- "O Exercício", de Lewis John Carlino (1984).
- "Fugaz", espetáculo musical com Itamar Assumpção, Denise Assumpção, Suzana Salles e Virginia Rosa (1984).
- "Boca Molhada, de Paixão Calada", de Leilah Assumpção (1984).
- "Saber sobre Viver", espetáculo musical com Maricene Costa (1985).
- "Feito Brasileiro", espetáculo musical com Paulo Garfunkel e Jean Garfunkel e Gil Allegro (1985).
- "Raices de América - Dulce América", espetáculo musical (1985).
- "Deu Bicudo no Algodão", espetáculo musical (1985).
- "No Caminho com Maiakovski", espetáculo de poesia (1985).
- "Marlui Miranda", espetáculo musical (1985).
- "Prazer em Conhecê-lo", espetáculo de música e poesia (1987).
- "A Grosso Modo", espetáculo teatral com textos de Obaldia e Molière (1987).
- "Dança da Meia-Lua", espetáculo de dança do Ballet Teatro Guaira, Myriam fez a coordenação cênica (1988).
- " O Empresário", de Mozart, adaptação de Madrigal Cantátimo, espetáculo musical (1994).

### Como professora de interpretação
- Fundadora, juntamente com Sylvio Zilber, e professora de interpretação, do Teatro Escola Macunaíma, em 1974. A escola, instalada na antiga casa de Mário de Andrade, na Rua Lopes Chaves, bairro da Barra Funda, em São Paulo, teve uma fase de grande efervescência cultural, na época em que ambos a dirigiram, com diversos cursos de interpretação, leituras dramáticas e psicodramas (estes, a cargo do terapeuta, escritor e dramaturgo Roberto Freire).[8]
  - Professora de interpretação da Escola de Arte Dramática da ECA (Escola de Comunicação e Artes), da Universidade de São Paulo, onde dirigiu diversos espetáculos com seus alunos (décadas de 1970 e 1980).
  - Fundadora, diretora e professora do Curso de Interpretação Teatral, onde trabalhou durante vinte anos, a partir de 1978. Esse curso, que Myriam manteve até 1999, teve como sede, durante muitos anos, a Sala Guiomar Novaes, da Funarte de São Paulo, na Alameda Nothmann. Seu método de trabalho, com depoimentos de alunos e ex-alunos, está documentado no livro sobre sua trajetória artística "Giramundo",organizado em 1997 por Maria Thereza Vargas.

## Prêmios e indicações
| Ano  | Associações                         | Categoria                                | Nomeações           | Resultado |
| ---- | ----------------------------------- | ---------------------------------------- | ------------------- | --------- |
| 1963 | Prêmio Saci                         | Melhor Atriz Coadjuvante em Peça Teatral | Tia Mame            | Venceu    |
| 1965 | Prêmio Saci                         | Melhor Atriz Coadjuvante em Peça Teatral | Tartufo             | Indicado  |
| 1966 | Prêmio Governador do Estado         | Melhor Atriz de Teatro                   | O Noviço            | Venceu    |
| 1970 | Troféu Imprensa                     | Melhor Revelação Feminina                | Nino, o Italianinho | Venceu    |
| 1978 | Festival de Cinema de Gramado       | Melhor Atriz Coadjuvante                 | O Jogo da Vida      | Venceu    |
| 1993 | Prêmio Shell                        | Melhor Atriz                             | Porca Miséria       | Indicada  |
| 1998 | Festival de Cinema de São Vicente   | Melhor Atriz                             | Alô?!               | Venceu    |
| 2001 | Grande Prêmio do Cinema Brasileiro  | Melhor Atriz                             | Amélia              | Indicada  |
| 2004 | Festival de Cinema de Porto Alegre  | Melhor Atriz                             | Nina                | Venceu    |
| 2005 | Grande Prêmio do Cinema Brasileiro  | Melhor Atriz                             | Nina                | Indicada  |
| 2005 | Prêmio Guarani de Cinema Brasileiro | Melhor Atriz Coadjuvante                 | Nina                | Venceu    |